# Vera (Almería)

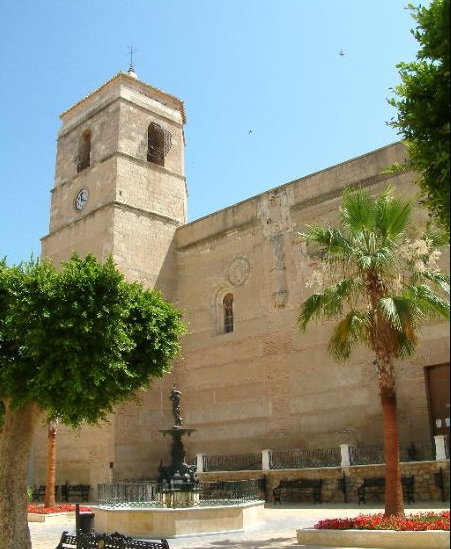
Kerk

Vera is een gemeente in de Spaanse provincie Almería in de regio Andalusië met een oppervlakte van 58 km². In 2010 telde Vera 14.371 inwoners.
De gelijknamige hoofdplaats in de gemeente is een dorp gelegen 10 kilometer van de kust. Het grondgebied van de gemeente strekt zich uit tot aan de kust; de daar ontstane badplaats, Vera Playa geheten, levert nu de belangrijkste economische activiteit.
Het dorp kent een aantal historische gebouwen, zoals het stadhuis en de kerk Nuestra Señora de la Encarnación (1521-1524), die gebouwd is als fort om het dorp tegen piraten te beschermen.
Sinds 1990 heeft Vera Playa zich ontwikkeld tot een belangrijk centrum voor naturisme. Er zijn enkele complexen met appartementen gebouwd, zoals Natsun, La Manera, Bahia de Vera en Vera Natura, waar naturisme officieel toegestaan is. Anderhalve kilometer strand is voor naturisme bestemd. Ook is er het enige naturistische hotel van Spanje, het Vera Playa Club Hotel.

## Demografische ontwikkeling
Bron: INE; 1857-2011: volkstellingen
Opm.: In 1860 werd Garrucha een zelfstandige gemeente; in 1877 werd Pulpí een zelfstandige gemeente
Abla · Abrucena · Adra · Albánchez · Alboloduy · Albox · Alcolea · Alcóntar · Alcudia de Monteagud · Alhabia · Alhama de Almería · Alicún · Almería · Almócita · Alsodux · Antas · Arboleas · Armuña de Almanzora · Bacares · Balanegra · Bayárcal · Bayarque · Bédar · Beires · Benahadux · Benitagla · Benizalón · Bentarique · Berja · Canjáyar · Cantoria · Carboneras · Castro de Filabres · Chercos · Chirivel · Cóbdar · Cuevas del Almanzora · Dalías · El Ejido · Enix · Felix · Fines · Fiñana · Fondón · Gádor · Los Gallardos · Garrucha · Gérgal · Huécija · Huércal de Almería · Huércal-Overa · Illar · Instinción · Laroya · Láujar de Andarax · Líjar · Lubrín · Lucainena de las Torres · Lúcar · Macael · María · Mojácar · La Mojonera · Nacimiento · Níjar · Ohanes · Olula de Castro · Olula del Río · Oria · Padules · Partaloa · Paterna del Río · Pechina · Pulpí · Purchena · Rágol · Rioja · Roquetas de Mar · Santa Cruz de Marchena · Santa Fe de Mondújar · Senés · Serón · Sierro · Somontín · Sorbas · Suflí · Tabernas · Taberno · Tahal · Terque · Tíjola · Las Tres Villas · Turre · Turrillas · Uleila del Campo · Urrácal · Velefique · Vélez-Blanco · Vélez-Rubio · Vera · Viator · Vícar · Zurgena